# Udonis Haslem
Udonis Johneal Haslem, né le 9 juin 1980 à Miami en Floride, est un joueur puis dirigeant américain de basket-ball. Il effectue toute sa carrière NBA avec le Heat de Miami et joue au poste d'ailier fort ou de pivot.

## Biographie
Après avoir évolué avec les Gators de l'université de Floride, il joue en France pour l'Élan sportif chalonnais lors de la saison 2002-2003.
Non sélectionné lors d'une draft, il est recruté par le Heat de Miami avec lequel il évolue lors de la saison 2003-2004 où il est principalement apprécié pour ses qualités de rebondeur et de défenseur.
Il signe, le 12 juillet 2010, un contrat portant sur cinq ans avec cette même franchise. Durant la saison 2010-2011, marquée par l'arrivée des Tres Amigos, Udonis Haslem ne joue que 13 matchs en saison régulière, à cause d'une blessure au pied. Cependant, il revient à son meilleur niveau lors des play-offs. Il est considéré par beaucoup pour être un des joueurs les plus fidèles de l'histoire, disputant sa 20ème saison consécutive avec la même franchise, malgré son très faible temps de jeu, ses blessures et son âge avancé pour un basketteur professionnel.
Haslem prend sa retraite sportive à la fin de la saison 2022-2023. À 43 ans, il a passé 20 saisons NBA au Heat de Miami, disputé 7 finales et gagné 3 titres. Haslem est peu après nommé vice-président chargé du développement du basket-ball du Heat.

## Palmarès
- Champion NBA en 2006, 2012 et 2013 avec le Heat de Miami.
- Finales NBA en 2011 contre les Mavericks de Dallas avec le Heat de Miami.
- Finales NBA en 2014 contre les Spurs de San Antonio avec le Heat de Miami.
- Finales NBA en 2020 contre les Lakers de Los Angeles avec le Heat de Miami.
- Finales NBA en 2023 contre les Nuggets de Denver avec le Heat de Miami.
- Champion de la Conférence Est de NBA en 2006, 2011, 2012, 2013, 2014, 2020 et 2023 avec le Heat de Miami.
- Champion de la Division Sud-Est en 2005, 2006, 2007, 2011, 2012, 2013, 2014, 2016 et 2020 avec le Heat de Miami.

## Records sur une rencontre en NBA
Les records personnels d'Udonis Haslem en NBA sont les suivants, :
| Type de statistique        | Saison régulière | Saison régulière      | Saison régulière | Playoffs | Playoffs             | Playoffs      |
| Type de statistique        | Record           | Adversaire            | Date             | Record   | Adversaire           | Date          |
| -------------------------- | ---------------- | --------------------- | ---------------- | -------- | -------------------- | ------------- |
| Points                     | 28               | 2 fois                | 2 fois           | 20       | @ Nets du New Jersey | 14 mai 2006   |
| Paniers marqués            | 12               | Nets du New Jersey    | 14 novembre 2009 | 8        | 4 fois               | 4 fois        |
| Paniers tentés             | 21               | @ Pistons de Détroit  | 1er avril 2007   | 14       | @ Pistons de Détroit | 31 mai 2006   |
| Paniers à 3 points réussis | 3                | Magic d’Orlando       | 9 avril 2023     | -        | -                    | -             |
| Paniers à 3 points tentés  | 6                | @ Nets de Brooklyn    | 10 avril 2019    | 1        | @ Pistons de Détroit | 31 mai 2006   |
| Lancers francs réussis     | 12               | @ Bucks de Milwaukee  | 8 décembre 2004  | 9        | @ Bulls de Chicago   | 4 mai 2006    |
| Lancers francs tentés      | 12               | 2 fois                | 2 fois           | 10       | @ Bulls de Chicago   | 27 avril 2006 |
| Rebonds offensifs          | 8                | 5 fois                | 5 fois           | 8        | Mavericks de Dallas  | 13 juin 2006  |
| Rebonds défensifs          | 16               | @ Bucks de Milwaukee  | 26 mars 2010     | 13       | 2 fois               | 2 fois        |
| Rebonds totaux             | 18               | 2 fois                | 2 fois           | 19       | @ Nets du New Jersey | 28 avril 2005 |
| Passes décisives           | 7                | @ Suns de Phoenix     | 5 janvier 2007   | 4        | 2 fois               | 2 fois        |
| Interceptions              | 5                | 76ers de Philadelphie | 14 avril 2006    | 3        | 2 fois               | 2 fois        |
| Contres                    | 3                | 4 fois                | 4 fois           | 2        | 3 fois               | 3 fois        |
| Balles perdues             | 5                | 3 fois                | 3 fois           | 4        | 2 fois               | 2 fois        |
| Minutes jouées             | 53               | Jazz de l'Utah        | 14 mars 2009     | 46       | @ Nets du New Jersey | 28 avril 2005 |

- Double-double : 150 (dont 16 en playoffs)
- Triple-double : 0

Dernière mise à jour : 17 août 2022

## Salaires
Les gains d'Udonis Haslem en NBA sont les suivants :
| Saison      | Équipe        | Salaire      |
| ----------- | ------------- | ------------ |
| 2003-2004   | Heat de Miami | 366 931 $    |
| 2004-2005   | Heat de Miami | 620 046 $    |
| 2005-2006   | Heat de Miami | 5 000 000 $  |
| 2006-2007   | Heat de Miami | 5 525 000 $  |
| 2007-2008   | Heat de Miami | 6 050 000 $  |
| 2008-2009   | Heat de Miami | 6 575 000 $  |
| 2009-2010   | Heat de Miami | 7 100 000 $  |
| 2010-2011   | Heat de Miami | 3 500 000 $  |
| 2011-2012*  | Heat de Miami | 3 780 000 $  |
| 2012-2013   | Heat de Miami | 4 060 000 $  |
| 2013-2014   | Heat de Miami | 4 340 000 $  |
| 2014-2015   | Heat de Miami | 2 732 000 $  |
| 2015-2016   | Heat de Miami | 2 854 940 $  |
| 2016-2017   | Heat de Miami | 4 000 000 $  |
| 2017-2018   | Heat de Miami | 1 471 382 $  |
| 2018-2019   | Heat de Miami | 2 393 887 $  |
| 2019-2020   | Heat de Miami | 2 564 753 $  |
| Total Gains | Total Gains   | 62 933 939 $ |

Note : * En 2011, le salaire moyen d'un joueur évoluant en NBA est de 5 150 000 $.